# Tiprenolol
Tiprenolol je antagonist beta adrenergičkog receptora.